# Dwe mogili (gmina)
Dwe mogili (bułg. Община Две могили) – gmina w północnej Bułgarii, w obwodzie Ruse.

## Miejscowości
Miejscowości wchodzące w skład gminy Dwe mogili:
- Baniska (bułg.: Баниска),
- Batisznica (bułg.: Батишница),
- Byzowec (bułg.: Бъзовец),
- Cziłnow (bułg.: Чилнов),
- Dwe mogili (bułg.: Две могили) – siedziba gminy,
- Kacełowo (bułg.: Кацелово),
- Karan Wyrbowka (bułg.: Каран Върбовка),
- Mogilino (bułg.: Могилино),
- Ostrica (bułg.: Острица),
- Pepelina (bułg.: Пепелина),
- Pomen (bułg.: Помен),
- Szirokowo (bułg.: Широково).